# Музей на спортната слава на ЦСКА
Музеят на спортната слава на ЦСКА е музейна експозиция показваща успехите в спорта, на един от най-популярните клубове в България ЦСКА. Разположен е до Сектор 4 на Сектор „А“, на основната сграда на стадион „Българска армия“ в столичната „Борисовата градина“.
В музея се съхраняват отличия, спечелени от спортистите на ЦСКА в различни видове спорт. Той е уникален в световен мащаб, защото в него се съхраняват над 1000 отличия, които са завоювани от армейските спортисти в 28 вида спорт. В музея освен всички купи на ЦСКА в различни видове спортове, има специално изградени витрини на футболните легенди на клуба Христо Стоичков, Стойчо Младенов, Димитър Пенев и Иван Колев.

## Администрация
Музеят може да бъде посетен във всеки работен ден или преди мач на футболния отбор.
От 3 февруари 2021 г. директор и уредник на музея е Христо Христов-Графа.

## Галерия
- Трофеи, изложени в музея
- Купата за Шампион на България по футбол за Сезон 2002 – 2003, спечелена от ПФК ЦСКА (София)
- Трофея за Треньор на ХХ век, с който бе удостоен Димитър Пенев в анкетата на в-к „Футбол“
- Суперкупата на България, спечелена от ПФК ЦСКА през 2011 г.